# Daintree National Park
Daintree National Park är en park i Australien. Den ligger i kommunen Cairns och delstaten Queensland, omkring 1 500 kilometer nordväst om delstatshuvudstaden Brisbane. Daintree National Park ligger 1 243 meter över havet.
Runt Daintree National Park är det mycket glesbefolkat, med 6 invånare per kvadratkilometer..
I omgivningarna runt Daintree National Park växer i huvudsak städsegrön lövskog. Genomsnittlig årsnederbörd är 1 526 millimeter. Den regnigaste månaden är mars, med i genomsnitt 394 mm nederbörd, och den torraste är september, med 11 mm nederbörd.